# (35930) 1999 JD110
1999 JD110 (asteroide 35930) é um asteroide da cintura principal. Possui uma excentricidade de 0.13550840 e uma inclinação de 3.29745º.
Este asteroide foi descoberto no dia 13 de maio de 1999 por LINEAR em Socorro.